# Jonny Rowell
Jonathan Michael "Jonny" Rowell (Newcastle upon Tyne, 10 september 1989) is een Engels voetballer die als defensieve middenvelder speelt.

## Clubcarrière
Rowell werd geboren in Newcastle upon Tyne en begon met voetballen bij Newcastle United, de club waar hij sinds kleins af aan fan van is. Nadat The Magpies hem lieten gaan in 2005, tekende hij in januari 2006 bij Hartlepool United. In januari 2008 tekende de defensief ingestelde middenvelder een contract bij het eerste elftal. In september 2008 debuteerde hij voor Hartlepool United in de Football League Trophy tegen Leicester City. Drie maanden later vierde hij zijn competitiedebuut tegen Hereford United. In juli 2010 trok hij transfervrij naar de Belgische derdeklasser Olympic Charleroi. Een jaar later tekende Rowell bij Waasland-Beveren. In zijn eerste seizoen dwong de club promotie af naar de Jupiler Pro League.
 Op 3 november 2012 debuteerde hij in de Jupiler Pro League tegen Beerschot AC.

## Clubstatistieken
| Seizoen | Club              | Land        | Competitie             | Wed.        | Doelp.      |
| ------- | ----------------- | ----------- | ---------------------- | ----------- | ----------- |
| 2008/09 | Hartlepool United | Engeland    | League One             | 6           | 0           |
| 2009/10 | Hartlepool United | Engeland    | League One             | 6           | 0           |
| 2010/11 | Olympic Charleroi | België      | Derde Klasse           | 27          | 4           |
| 2011/12 | Waasland-Beveren  | België      | Proximus League        | 18          | 1           |
| 2012/13 | Waasland-Beveren  | België      | Jupiler Pro League     | 16          | 1           |
| 2013/14 | Waasland-Beveren  | België      | Jupiler Pro League     | 8           | 0           |
| 2014/15 | Waasland-Beveren  | België      | Jupiler Pro League     | 23          | 1           |
| 2015/16 | Zonder club       | Zonder club | Zonder club            | Zonder club | Zonder club |
| 2016/17 | FC Eindhoven      | Nederland   | Jupiler League         | 13          | 0           |
| 2017/18 | Berchem Sport     | België      | Eerste Klasse Amateurs | 7           | 0           |
| 2018/19 | FCV Dender EH     | België      | Eerste Klasse Amateurs | 15          | 1           |
| Totaal  | Totaal            | Totaal      | Totaal                 | 139         | 8           |